# 2006 în teatru
- 2004 în teatru — 2005 în teatru — 2006 în teatru — 2007 în teatru — 2008 în teatru

## Premiere
Teatrul Național București
- 27 ianuarie: Idolul și Ion Anapoda de G.M. Zamfirescu, regia Ion Cojar
- 27 ianuarie: A patra soră de Janusz Glowacki, regia Alexandru Colpacci
- 6 aprilie: Comedie Roșie de Constantin Turturică, regia Alexandru Tocilescu
- 24 septembrie: Menajeria de sticlă de Tennessee Williams, regia Cătălina Buzoianu
- 28 septembrie: Burghezul Gentilom după J.B.P. Molière, regia Petrică Ionescu
- 12 octombrie: Dansând pentru zeul păgân de Brian Friel, regia Lynne Parker
- 22 octombrie: Sânziana și Pepelea după Vasile Alecsandri, regia Dan Tudor
- 12 noiembrie: Neînțelegerea de Albert Camus, regia Felix Alexa

Teatrul Bulandra
Teatrul Nottara
Teatrul Odeon
Teatrul de Comedie
Teatrul Mic
Teatrul Foarte Mic
Teatrul Act